# Tonicha
 (mai 2012).
Si vous disposez d'ouvrages ou d'articles de référence ou si vous connaissez des sites web de qualité traitant du thème abordé ici, merci de compléter l'article en donnant les références utiles à sa vérifiabilité et en les liant à la section « Notes et références ».
Pour les articles homonymes, voir Tonicha.
Tonicha, de son vrai nom, Antonia de Jesus Montes Tonicha Viegas, est une chanteuse portugaise née le 8 mars 1946, à Beja. Elle a débuté en 1963 et est encore en activité.
Au cours de sa carrière, elle a conquis plusieurs prix, en 1971 elle a gagné le festival de la chanson au Portugal et puis a représenté le Portugal à l'Eurovision[réf. nécessaire], ce que lui a donné beaucoup de notoriété internationale[réf. nécessaire].
Cette chanteuse, pendant les années 1970, 1980 et 1990, a parcouru le pays et le monde[réf. nécessaire] en chantant les traditions portugaises, des chansons de travail, de joie et de tristesse de toutes les régions du Portugal.

## Discographie
- 1973 - Folclore
- 1974 - As duas faces de Tonicha
- 1975 - Canções de Abril
- 1976 - Cantigas populares
- 1977 - Cantigas duma terra à beira mar
- 1980 - Ela por ela
- 1985 - A Arte e a Música de Tonicha
- 1993 - Regresso
- 1995 - Canções d'aquém e d'além Tejo
- 1997 - Mulher
- 2004 - Antologia 1971-1977
- 2007 - Antologia 77/97
- 2008 - Cantos da Vida